# Chittoor
Chittoor là một thành phố và khu đô thị của quận Chittoor thuộc bang Andhra Pradesh, Ấn Độ.

## Địa lý
Chittoor có vị trí 13°12′B 79°07′Đ / 13,2°B 79,12°Đ Nó có độ cao trung bình là 334 mét (1095 feet).

## Nhân khẩu
Theo điều tra dân số năm 2001 của Ấn Độ, Chittoor có dân số 152.966 người. Phái nam chiếm 50% tổng số dân và phái nữ chiếm 50%. Chittoor có tỷ lệ 75% biết đọc biết viết, cao hơn tỷ lệ trung bình toàn quốc là 59,5%: tỷ lệ cho phái nam là 81%, và tỷ lệ cho phái nữ là 70%. Tại Chittoor, 11% dân số nhỏ hơn 6 tuổi.